# Dinardilla
Dinardilla är ett släkte av skalbaggar. Dinardilla ingår i familjen kortvingar.
Kladogram enligt Catalogue of Life:
| Dinardilla | \| \| Dinardilla liometopi \| \| \| \| \| \| Dinardilla mexicana \| \| \| \| |
|            | \| \| Dinardilla liometopi \| \| \| \| \| \| Dinardilla mexicana \| \| \| \| |
|            | Dinardilla liometopi                                                         |
|            |                                                                              |
|            | Dinardilla mexicana                                                          |
|            |                                                                              |